# 上海市人民政府驻内蒙古办事处
上海市人民政府驻内蒙古办事处，简称上海驻内蒙办，是上海市人民政府派驻内蒙古自治区的常设办事机构，归口上海市人民政府办公厅管理，是上海市加强同内蒙古之间政治、经济、科技交流协作的重要渠道，办事处下设秘书处、业务处、两个职能部门，机关办公地点为呼和浩特市锡林南路9号银都大厦607室。

## 历史沿革
2006年11月28日，驻内蒙办在内蒙古自治区首府呼和浩特市筹建。2007年8月21日，上海市人民政府驻内蒙古办事处揭牌正式成立。时任上海市委副书记、市长韩正和时任内蒙古自治区党委副书记、内蒙古自治区主席杨晶参加揭牌仪式并为办事处揭牌。

## 联系区域
目前，上海市人民政府驻内蒙古办事处负责联系内蒙古自治区，为沪蒙在能源、化工、乳业、金融等领域牵线搭桥，好配合和支持两地的能源战略合作等工作。

## 组织结构

### 内设机构
- 秘书处
- 业务处

### 驻地上海单位
上海市--内蒙古自治区合作项目有：

| - 上海浦东发展银行呼和浩特支行 - 交通银行呼和浩特分行 - 上海电器集团 - 内蒙古复旦蒙耀公司 - 上海旺旺控股有限公司 - 上海家化置业有限公司 - 上海汇众经济发展有限公司 - 上海华谊亿利化学工业 | - 上海市高秀木业有限公司 - 上海市金丝猴集团公司 - 上海新大洲控股股份有限公司 - 上海真荣食品有限公司 - 乌海市新天地置业有限公司 - 上海美方投资有限责任公司 - 上海佳格食品有限公司 |